# Companhia Alemã da África Ocidental
A German West African Company, em Alemão Deutsch-Westafrikanische Gesellschaft / Compagnie, foi uma companhia majestática alemã, fundada em 1885.  Ela  explorou a dois protetorados alemães na África Ocidental (Togo e Camarões) mas não chegou a governá-los - ao contrário de suas contrapartes na África Oriental Alemã.

## História

Bandeira da Companhia Alemã da África Ocidental (DWAG)

A Companhia Alemã da África Ocidental foi estabelecida como uma companhia majestática com sede em Hamburgo.  A empresa foi ativa, tanto no Kamerun e Togolândia.  Após anos de pouco lucro, a empresa foi absorvida pelo Império Alemão em 13 de novembro de 1903.

## Kamerun
Nos dias atuais Camarões e parte da Nigéria.

## Togo
Nos dias atuais Togo e parte do Gana.